# Fila (marca)
Fila (en coreano: 휠라) es una marca surcoreana de ropa, accesorios, vehículos, perfumes e instrumentos deportivos, casuales, underground y clásicos, fundada en Biella, Piamonte, Italia por Giansevero Fila en 1911. La sede de la compañía está ubicada en Seúl, Corea del Sur.
Desde 2007, Fila es parte del grupo Fila Korea. Su presidente es Yoon-Soo Yoon.  

## Historia
Fila se fundó en Biella, Piamonte, Italia; de la mano de Giansevero Fila en 1911. 
Originalmente fabricaba ropa para los habitantes de los Alpes italianos y actualmente fabrica ropa deportiva masculina, femenina, para niños y para atletas.
El producto estrella de la compañía era originalmente ropa interior, antes de dedicarse a la ropa deportiva en los años 1970, que comenzó sirviendo de auspiciador para el tenista sueco Björn Borg.
La compañía italiana que controlaba la empresa, Holding di Partecipazioni, vendió la compañía al hedge fund estadounidense Cerberus Capital Management en 2003, después de que la compañía se comprometiera a una campaña de patrocinio importante en atletismo, cuando la situación financiera era difícil.
En enero de 2007, la marca global de Fila fue adquirida por Fila Korea, filial que siempre fue independiente, por un monto de 400 millones de dólares.
Fila compró al fabricante de equipamiento de golf estadounidense Acushnet en 2011, incluyendo la marca Titleist.
En 2018 participó del Milano Fashion Week logrando un espacio über en la industria de la moda mundial. 

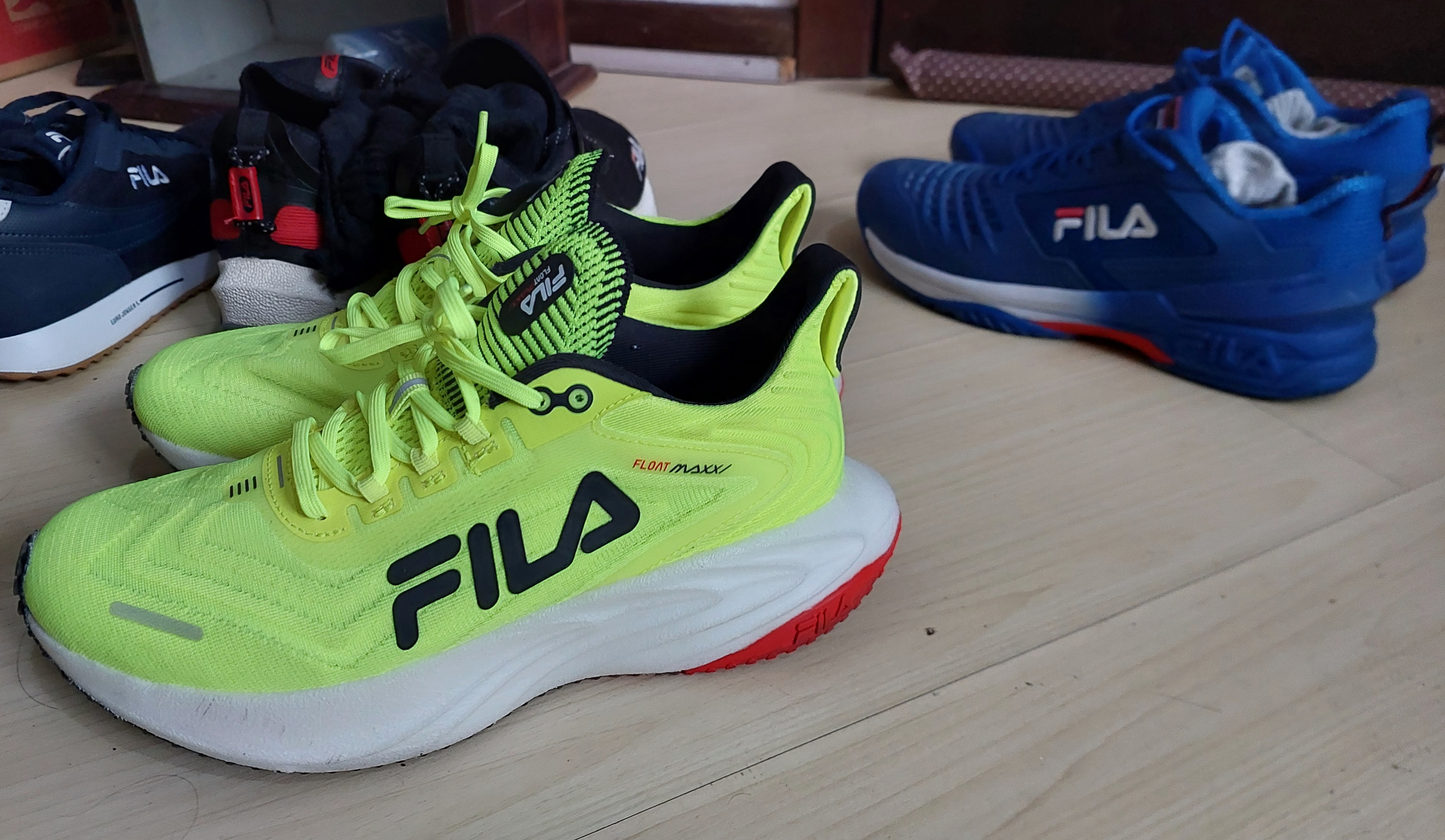
Zapatillas Fila Float Maxxi, Fila Axilus Ace y Fila Euro Jogger Sport.